# 福田健二

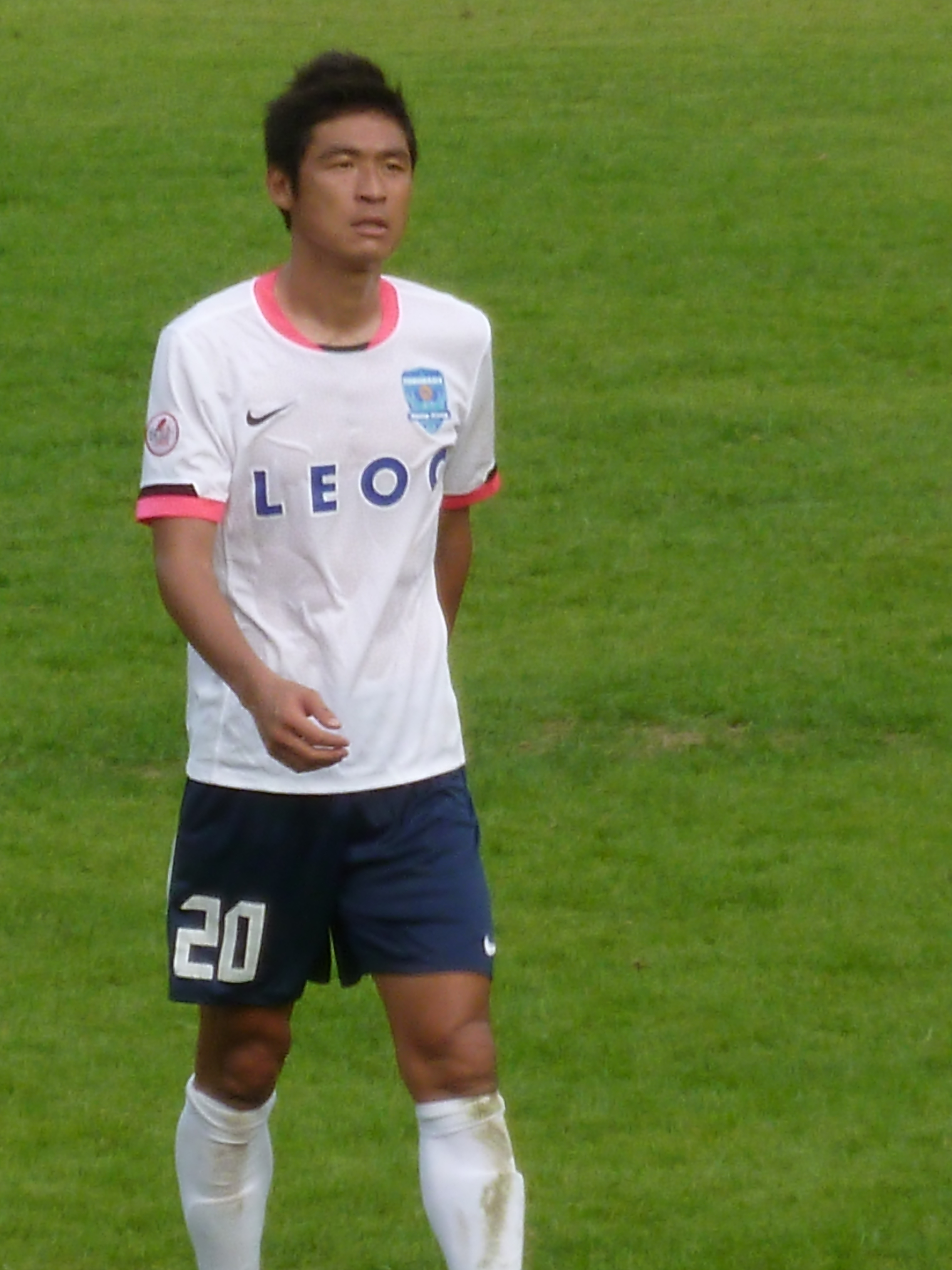
福田 健二

福田 健二（ふくだ けんじ、1977年10月21日 - ）は、愛媛県新居浜市出身の元サッカー選手。ポジションはフォワード（FW）。

## 来歴

### プロ入り以前
小学2年生の時に兄の影響でサッカーを始めた。両親の離婚により母子家庭に育ち、5年生の時に母が生活苦から自殺するという少年時代を過ごした。
父に引き取られて千葉県袖ケ浦市へ転居した後も金銭的な問題からサッカーを諦めかけたが、同級生で同じサッカークラブに所属していた廣山望ら友人たちの助けもあって 中学でもサッカーを続け、1992年のU-15クラブ選手権で全国3位の成績を残した。Jリーグ開幕前だったこともあり、中学卒業時にはサッカーのためにブラジルへの移住を考えるなど当時から海外志向を持っていた。
1993年に習志野高校に進学。本田裕一郎監督からゴールへの執念を買われて、1年時から1軍入りし、1994年の高円宮杯で3位、1995年の高校総体で優勝。同期には廣山を始め、小田島隆幸、西脇徹也 (en) 、御厨景、桜井啓らがいた。

### 名古屋 / 東京 / 仙台
1996年に高校を卒業し、Jリーグ・名古屋グランパスエイトに加入。「日本人ストライカーを育てたい」と語るアーセン・ベンゲル監督の下、同年3月のスーパーカップで先発出場し、デビュー戦で1得点1アシストを記録した。1997年、U-20日本代表としてワールドユース出場。名古屋ではストイコビッチと好連携を築き、1998年には公式戦18得点（リーグ戦ではチーム得点王となる16得点）を記録。Jリーグで結果を残したことで海外移籍につながると考えていたが、移籍金や契約期間の関係で不調に終わり、翌1999年のシーズン終了後の移籍も叶わなかった。フィリップ・トルシエ監督率いるシドニーオリンピックを目指す日本代表に招集され、アジア予選では平瀬とともにレギュラー格として出場を続けていたが、平瀬が得点を量産するのに対しなかなか得点ができず、スランプだった柳沢が復調してきた事や、ひとつ下のワールドユース組のエース高原がFW争いに加わり、出番が減っていった。トルシエからは「クラブでレギュラーを取らなければ代表でも呼べない」と発破をかけられるが、呂比須ワグナーやウェズレイとのレギュラー争いに勝てずベンチ要員となると、シドニー五輪本大会のメンバーから外れた。
名古屋でも、恵まれたJリーグの環境に居心地の悪さを感じる中で 徐々に結果を残せなくなり、呂比須とウェズレイがレギュラーに定着したことで十数分間出場してヘディングで競り合うだけ という状況になり、2001年、ストイコビッチの現役引退と同じタイミングで退団した。
この際、ベルギー・REムスクロンからオファーを受けていたが、代理人からの説得を受けて 2001年8月、FC東京へ完全移籍。しかし東京では、1トップにアマラオが入る布陣が採用されていた ため、福田は左サイドハーフ（SH）という不慣れなポジション に配された。同年9月、トルシエ率いるA代表候補に選出。2002年は監督交代の影響もあって先発から外れていたが、練習に打ち込む真摯な姿勢は若手選手から慕われ、同年J1・2nd第14節浦和戦のVゴールなど印象に残るプレーでサポーターから愛された。同年12月、チームが天皇杯を控える中、ムスクロンへ短期留学。翌2003年より東京に復帰したが、チーム事情よりも自身の希望を優先したためにポジション争いの序列からさらに後退してしまった。
同年8月、負傷したマルコスに代わる攻撃の核を求めていたベガルタ仙台から熱烈なオファーを受け、仙台へ完全移籍。しかし先発出場の機会は少なく、同年チームはJ2に降格した。

### パラグアイ / メキシコ
2003年夏、海外リーグで経験を積んでいた旧友の廣山から代理人を紹介され、2004年より仙台からリーガ・パラグアージャ（パラグアイ1部リーグ）のクラブ・グアラニーへ半年間の期限付き移籍。リーグ第2節のソル・デ・アメリカ (en) 戦で高い打点のヘディングから移籍後初ゴールを記録した。外国籍選手として結果を求められることによってプレーの迷いが消え、激しいボティコンタクトを厭わず、パラグアイ人選手に比べると優れたスピードも活きて得点を量産。コパ・リベルタドーレスでも活躍し、契約延長を勝ち取った。この時のチームメートであるアウレリアーノ・トーレスとは互いに成長を誓い合い、後にスペインでの対戦を果たしている。セロ・ポルテーニョのヘラルド・マルティーノ監督からの移籍オファー を固辞した際には、グアラニーサポーターから「お前を愛している」と横断幕を掲げられた。
2005年、プリメーラ・ディビシオン（メキシコ1部リーグ）のCFパチューカへ期限付き移籍。当初はリザーブチーム（2部リーグ）のパチューカ・ジュニアーズに登録されたが、標高2400mの高地にも順応し、出だしから好調なプレーで クラブからの信頼を得ると、コパ・リベルタドーレスではトップチームに入りハレド・ボルヘッティを押しのけて出場した。
シーズン途中にはメキシコ2部のイラプアトFCに引き抜かれ、同クラブでも二桁得点を記録。この頃、前述の幼少期の来歴がスポーツ誌で紹介されたこともあり、日本での注目が俄かに高まった。

### スペイン / ギリシャ
2006年1月、セグンダ・ディビシオン（スペイン2部リーグ）のCDカステリョンへ期限付き移籍。パラグアイ及びメキシコでの実績、グアラニ在籍時の監督であるマリオ・ハケからの推薦、スペイン語が話せる点をペペ・モレ (en) 監督に評価されての移籍だった。しかし、シーズン途中加入だったため ポジション争いから始まり、左サイドに配されたこともあって力を発揮できずに終わった。
スペイン2部・CDヌマンシアのゴイコエチェア監督はカステリョン戦において、福田の激しい形相でボールを追いゴールを狙う姿を目に留めており、2006年8月に福田を練習に呼び寄せた。福田は練習参加した数日間、持ち前の闘争心を発揮してアピールに成功。移籍期間末日の同月31日にヌマンシアへの期限付き移籍が決定した。序盤は1トップにFWボロが配されていたため福田はその控えとなっており、前シーズン不振だった「アジア人」アタッカーに対してメディアやサポーターからの批判が集中していたが、後にボロと福田の2トップへ変更。これによって福田は古巣カステリョン戦で移籍後初得点を挙げ、主力として定着。同年末、シーズン終了までの契約延長を掴んだ。ホームゲームでの得点の多さでサポーターの心を掴み、ボロと並ぶチーム得点王となって地元メディアから年間最優秀選手に選出された。ヌマンシアは福田との翌シーズン以降の契約に動いたが、保有権は未だベガルタ仙台にあり 折衝は中々進まなかった。
福田は仙台に対し、東京からの移籍後わずか半年での海外移籍を認めたことへの恩義を感じており、仙台復帰を選択肢に入れていたが、メディカルチェックで足首負傷の未完治が認められたことから即戦力にはならないと判断され破談。2007年8月、スペイン2部のUDラス・パルマスへ完全移籍。しかしラス・パルマスでは負傷が続き、負傷離脱中に就任した新監督から冷遇されたため 3得点に留まった。
2008-09シーズンは、ベータ・エスニキ（ギリシャ2部リーグ）のイオニコスFCへ移籍。開幕からの6試合で3得点を挙げ、靭帯損傷による3ヶ月の欠場がありながらも 24試合出場9得点と上々の成績を記録。翌シーズンもイオニコスでプレーする予定でいたが、クラブの給与未払いにより 1年限りで契約を解除した。
イオニコスを離れた後、UAE1部のアル・アインFC やフランス1部のUSブローニュにテスト生として練習に参加したものの契約に至らず無所属となっていた。

### 愛媛FC
2009年9月、予てから移籍を打診されていたという 故郷・愛媛県のJリーグクラブ愛媛FCと契約締結。10月に加入が発表され、実に6年ぶりの日本復帰となった。なお、この時既にJリーグの選手登録期限を過ぎていたため、同年の公式戦出場は不可。
2010年は前所属クラブであるイオニコスが移籍証明書の発行を拒否したために開幕戦への選手登録が叶わず、已む無くFIFA承認の下での暫定登録という措置を取り 第2節以降の出場が可能となった。サッカー人生初となる主将を任され、巧みなポストプレーや 相手DFを引き付ける潰れ役として貢献し、チーム最多の7得点を記録した。しかし2011年、2012年と徐々に出場機会を減らしていき、2012年限りで契約満了により退団。

### 香港
愛媛在籍時のダービーマッチでの対戦を機に親交を持ったペ・スンジン（2012年より横浜FCに在籍）から横浜FC香港（後に改称）がFWを探していると聞かされ、2013年1月に香港甲組（1部リーグ）の同クラブへ完全移籍。2012-13シーズン終了までの4ヶ月契約だった。同年、JFA・B級ライセンス取得。香港では前年より加入していたFW吉武剛との共存を求められ、トップ下でチャンスメイクにも励んだ。シーズン最終節では、試合終了間際になってチームを2部降格の危機から救う劇的な同点ゴールを挙げ、チームの1部残留と自身の契約延長を掴んだ。
前述の活躍によって2013-2014シーズンは福田を主力とする布陣に変わり、リーグ戦18試合11得点を挙げ、得点ランキング3位でシーズンを終えた。2015年1月、大埔足球会戦でハットトリック達成。2015-2016シーズン終了とともに現役引退を表明、今後は指導者を目指すとしている。

### 引退後
2016年7月、横浜FCの強化ダイレクターに就任した。
2021年4月9日、横浜FCのテクニカルダイレクターに就任した。

## 所属クラブ
ユース経歴
- 泉川SS
- 蔵波FC (袖ケ浦市立蔵波小学校)
- 市川カネヅカサッカークラブ (袖ケ浦市立蔵波中学校)
- 習志野市立習志野高等学校

プロ経歴
- 1996年 - 2001年8月  名古屋グランパスエイト
- 2001年8月 - 2003年8月  FC東京
  - 2002年12月  REムスクロン (留学[26])
- 2003年8月 - 2007年8月  ベガルタ仙台
  - 2004年  クラブ・グアラニー (レンタル移籍)
  - 2005年1月 - 同年6月  CFパチューカ (レンタル移籍)
  - 2005年8月 - 同年12月  イラプアトFC (en)  (レンタル移籍)
  - 2006年1月 - 同年6月  CDカステリョン (レンタル移籍)
  - 2006年9月 - 2007年6月  CDヌマンシア (レンタル移籍)
- 2007年8月 - 2008年6月  UDラス・パルマス
- 2008年8月 - 2009年8月[63]  イオニコスFC (en)
- 2009年9月[63] - 2012年  愛媛FC ※選手登録は2010年シーズンから
- 2013年1月 - 2016年6月  横浜FC香港 / YFCMD / 夢想駿其足球會[注 1]

## エピソード
- 母が自殺した際に残した遺書に、兄には長いメッセージが書かれていたのに対し、自分には一言しか書かれておらずショックを受け、それをずっと疑問に抱えてきた事を、2008年の情熱大陸にて語っている[信頼性要検証]。
- 天然キャラ。本人は自覚に無いそうだが[5]、矢部次郎（名古屋）[84]、佐藤由紀彦（東京）[85]、大木勉（愛媛）[5]など、かつてのチームメートの見解は一致している。
- 名古屋ではドラガン・ストイコビッチの勝利への執着心に刺激を受け、その姿勢を学びとろうと片言の英語を使って話しかけている[15]。英語は元々好きだったが[86]「ストイコビッチと少しでも会話がしたくて[15]」熱心に英語のレッスンを受けたという。二人の話題はコソボ紛争にも及び、1999年3月27日の「名古屋vsヴィッセル神戸」において福田がストイコビッチのアシストから決勝点を挙げた際[87][88]、ストイコビッチは「NATO STOP STRIKES」とメッセージを示したが、福田もすぐさま駆け寄ってこのメッセージが書かれたシャツを指差し、共にアピールした。ストイコビッチの去就は、福田が名古屋退団を考える切っ掛けの一つとなった[15][21]。
- 2002年J1・2nd第14節「FC東京vs浦和レッズ（東京スタジアム）」では両者無得点のまま延長戦に入り、途中出場の福田がVゴールを挙げた[89]。この得点はこぼれ玉を押し込んだだけ[90] というものだったが、福田は喜びを爆発させて上半身裸になり、ゴール裏のスタンドをよじ登ろうとした[25]。この時、スタンドとピッチの間にある溝に落下してしまい、場内は一時騒然としたが[90]、東京サポーターがスタンド壁面に掲げていた横断幕が偶然にも防護マット代わりとなったおかげで大事には至らなかった[25][90]。劇的勝利の立役者であることに加え、苦闘を続けていた福田の喜び様は、多くのサポーターに強い印象を残した[25][90][21]。なお、同会場ではこれ以後、転落防止ネットが張られている[90]。
- パラグアイはスペイン語圏であり、2003年時点の福田の語学力は「知っていた言葉はグラシアスとオラくらい[35]」という状態だったが、通訳無しで渡ったため[86]、会う人会う人にとにかく挨拶をすること[6]がコミュニケーションの一歩目となった[35]。辞書で調べながら自身が載っている新聞記事を読み[91][86]、チームメートが行うテレレを回し飲みしながらの歓談にも欠かさず参加[35]。半年程でスペイン語でのインタビューをこなすようになり[91]、1年程でプレーに支障が出ない程度に成熟させた[86]。メキシコもスペイン語が公用語であったためパラグアイでの経験が活かされ、スペインへの移籍の際も有利に働いた[45]。とはいえ、スペインではパラグアイやメキシコで用いたものとは異義の単語も少なくなく[91]、当初は南米仕込みの発音をからかわれていた[38]。福田によれば、スペイン人はとにかくお喋りが大好きで、敵地への遠征中もサッカーに関係ない話題を含めて終始喋ってばかりいるため、もし日本から直接渡西していたら苦しかっただろうとのこと[86][38]。愛媛FCのイヴィッツァ・バルバリッチ監督（スペインでのプレー経験が長かった）とも通訳を介さず対話した[92]。香港では漢字の筆談を使って親交を築いている[93]。

## 個人成績
| 国内大会個人成績 | 国内大会個人成績              | 国内大会個人成績 | 国内大会個人成績 | 国内大会個人成績 | 国内大会個人成績                       | 国内大会個人成績 | 国内大会個人成績 | 国内大会個人成績 | 国内大会個人成績 | 国内大会個人成績 | 国内大会個人成績 |
| 年度             | クラブ                        | 背番号           | リーグ           | リーグ戦         | リーグ戦                               | リーグ杯         | リーグ杯         | オープン杯       | オープン杯       | 期間通算         | 期間通算         |
| 年度             | クラブ                        | 背番号           | リーグ           | 出場             | 得点                                   | 出場             | 得点             | 出場             | 得点             | 出場             | 得点             |
| 日本             | 日本                          | 日本             | 日本             | リーグ戦         | リーグ戦                               | リーグ杯         | リーグ杯         | 天皇杯           | 天皇杯           | 期間通算         | 期間通算         |
| ---------------- | ----------------------------- | ---------------- | ---------------- | ---------------- | -------------------------------------- | ---------------- | ---------------- | ---------------- | ---------------- | ---------------- | ---------------- |
| 1996             | 名古屋                        | -                | J                | 4                | 0                                      | 2                | 0                | 1                | 0                | 7                | 0                |
| 1997             | 名古屋                        | 18               | J                | 19               | 5                                      | 8                | 1                | 1                | 0                | 28               | 6                |
| 1998             | 名古屋                        | 18               | J                | 33               | 16                                     | 4                | 0                | 3                | 2                | 40               | 18               |
| 1999             | 名古屋                        | 18               | J1               | 24               | 10                                     | 3                | 1                | 4                | 2                | 31               | 13               |
| 2000             | 名古屋                        | 18               | J1               | 26               | 4                                      | 6                | 0                | 2                | 0                | 34               | 4                |
| 2001             | 名古屋                        | 9                | J1               | 8                | 2                                      | 3                | 0                | -                | -                | 11               | 2                |
| 2001             | FC東京                        | 9                | J1               | 11               | 1                                      | -                | -                | 1                | 0                | 12               | 1                |
| 2002             | FC東京                        | 9                | J1               | 21               | 2                                      | 7                | 3                | 0                | 0                | 28               | 5                |
| 2003             | FC東京                        | 9                | J1               | 0                | 0                                      | 0                | 0                | -                | -                | 0                | 0                |
| 2003             | 仙台                          | 34               | J1               | 10               | 0                                      | -                | -                | 1                | 0                | 11               | 0                |
| パラグアイ       | パラグアイ                    | パラグアイ       | パラグアイ       | リーグ戦         | リーグ戦                               | リーグ杯         | リーグ杯         | オープン杯       | オープン杯       | 期間通算         | 期間通算         |
| 2004 (en)        | グアラニー                    | 20               | プリメーラ       | 36               | 10                                     |                  |                  |                  |                  | 36               | 10               |
| メキシコ         | メキシコ                      | メキシコ         | メキシコ         | リーグ戦         | リーグ戦                               | コパMX           | コパMX           | オープン杯       | オープン杯       | 期間通算         | 期間通算         |
| 2005C            | パチューカJr                  |                  | プリメーラA      | 21               | 12                                     |                  |                  |                  |                  | 21               | 12               |
| 2005A            | イラプアト                    | 20               | プリメーラA      | 19               | 10                                     |                  |                  |                  |                  | 19               | 10               |
| スペイン         | スペイン                      | スペイン         | スペイン         | リーグ戦         | リーグ戦                               | 国王杯           | 国王杯           | オープン杯       | オープン杯       | 期間通算         | 期間通算         |
| 2005-06 (en)     | カステリョン                  | 21               | セグンダ         | 17               | 2                                      | 0                | 0                | -                | -                | 17               | 2                |
| 2006-07 (en)     | ヌマンシア                    | 24               | セグンダ         | 39               | 10                                     | 1                | 0                | -                | -                | 40               | 10               |
| 2007-08 (en)     | ラス・パルマス                | 7                | セグンダ         | 15               | 3                                      | 2                | 0                | -                | -                | 17               | 3                |
| ギリシャ         | ギリシャ                      | ギリシャ         | ギリシャ         | リーグ戦         | リーグ戦                               | リーグ杯         | リーグ杯         | エラーダス杯     | エラーダス杯     | 期間通算         | 期間通算         |
| 2008-09 (en)     | イオニコス                    | 24               | ベータ (en)      | 24               | 9                                      |                  |                  | -                | -                | 24               | 9                |
| 日本             | 日本                          | 日本             | 日本             | リーグ戦         | リーグ戦                               | リーグ杯         | リーグ杯         | 天皇杯           | 天皇杯           | 期間通算         | 期間通算         |
| 2010             | 愛媛                          | 24               | J2               | 29               | 7                                      | -                | -                | 1                | 0                | 30               | 7                |
| 2011             | 愛媛                          | 24               | J2               | 22               | 1                                      | -                | -                | 1                | 1                | 23               | 2                |
| 2012             | 愛媛                          | 24               | J2               | 14               | 0                                      | -                | -                | 0                | 0                | 14               | 0                |
| 香港             | 香港                          | 香港             | 香港             | リーグ戦         | リーグ戦                               | リーグ杯         | リーグ杯         | FA杯             | FA杯             | 期間通算         | 期間通算         |
| 2012-13 (en)     | 横浜FC香港 / YFCMD / 夢想駿其 | 20               | 甲組             | 8                | 3                                      | -                | -                | 2                | 0                | 10               | 3                |
| 2013-14 (en)     | 横浜FC香港 / YFCMD / 夢想駿其 | 20               | 甲組             | 18               | 11                                     | -                | -                | 1                | 1                | 19               | 12               |
| 2014-15 (en)     | 横浜FC香港 / YFCMD / 夢想駿其 | 20               | 超級             | 16               | 10                                     | 2                | 0                | 3                | 2                | 21               | 12               |
| 2015-16 (en)     | 横浜FC香港 / YFCMD / 夢想駿其 | 20               | 超級             | 16               | 6                                      | 2                | 0                | 1                | 1                | 19               | 7                |
| 通算             | 日本                          | 日本             | J1               | 156              | 40                                     | 33               | 5                | 13               | 4                | 202              | 49               |
| 通算             | 日本                          | 日本             | J2               | 65               | 8                                      | -                | -                | 2                | 1                | 67               | 9                |
| 通算             | パラグアイ                    | パラグアイ       | プリメーラ       | 36               | 10\|\|\|\|\|\|\|\|\|\|36\|\|10         |                  |                  |                  |                  |                  |                  |
| 通算             | メキシコ                      | メキシコ         | プリメーラA      | 40               | 22\|\|\|\|\|\|\|\|\|\|40\|\|22         |                  |                  |                  |                  |                  |                  |
| 通算             | スペイン                      | スペイン         | セグンダ         | 71               | 15                                     | 3                | 0                | -                | -                | 74               | 15               |
| 通算             | ギリシャ                      | ギリシャ         | ベータ           | 24               | 9\|\|\|\|\|\|colspan="2"\|-\|\|24\|\|9 |                  |                  |                  |                  |                  |                  |
| 通算             | 香港                          | 香港             | 超級 / 甲組      | 58               | 30                                     | 4                | 0                | 7                | 4                | 69               | 34               |
| 総通算           | 総通算                        | 総通算           | 総通算           | 450              | 134                                    | 40               | 5                | 22               | 9                | 512              | 148              |

その他の公式戦
- 1996年
  - スーパーカップ 1試合1得点
- 1997年
  - サンワバンクカップ 1試合0得点
- 2013-2014
  - 香港シニアシールド 1試合1得点
- 2014-2015
  - 香港シニアシールド 1試合0得点
- 2015年
  - AFCカップ2016プレーオフ 1試合0得点

| 国際大会個人成績 | 国際大会個人成績 | 国際大会個人成績 | 国際大会個人成績   | 国際大会個人成績   |
| 年度             | クラブ           | 背番号           | 出場               | 得点               |
| CONMEBOL         | CONMEBOL         | CONMEBOL         | リベルタドーレス杯 | リベルタドーレス杯 |
| ---------------- | ---------------- | ---------------- | ------------------ | ------------------ |
| 2004 (en)        | グアラニー       | 20               | 5                  | 1                  |
| 2005 (en)        | パチューカ       |                  | 1                  | 0                  |
| 通算             | CONMEBOL         | CONMEBOL         | 6                  | 1                  |

その他の国際試合
- 1996年 アジアカップウィナーズカップ 4試合3得点
- 2000-2001年 アジアカップウィナーズカップ 3試合0得点

## 代表歴
- U-19 / U-20日本代表
  - 1996年 AFCアジアユース（ベスト4）
  - 1997年 FIFAワールドユース（ベスト8）
- U-21 / U-22日本代表
  - 1998年 アジア大会
  - 1999年 シドニーオリンピックアジア最終予選
- 日本代表候補
  - 2001年 トレーニングキャンプメンバー

## 関連情報

### 出演
- 2001年 - 第52回NHK紅白歌合戦 (NHK)
- 2008年 - 情熱大陸 (TBS)
- 2010年 - 百年旅行 Jリーグのある風景[94]（BS日テレ）

### 書籍
- 小宮良之『RUN -流浪のストライカー、福田健二の闘い-』ダイヤモンド社、2007年。
- 小宮良之『導かれし者 -流浪のストライカー、福田健二の闘い-』角川文庫、2011年。 - 「RUN」を文庫化し、加筆したもの。